# Montagne des Singes (Kourou)
Ne doit pas être confondu avec La montagne des singes.
La montagne des Singes est située en Guyane, près de Kourou, et s'élève à 161 mètres d'altitude. La pratique de la randonnée est prisée depuis le milieu des années 1980 pour découvrir les richesses de la faune et de la flore.

## Géographie

### Situation, topographie
La montagne des Singes est située à une douzaine de kilomètres au sud-ouest de la ville de Kourou en Guyane. Elle culmine à 161 mètres d'altitude d'après le conseil général et entre 156 et 169 mètres selon les cartes IGN. Elle est accessible depuis la route du Dégrad Saramaca à l'est et la piste Lassouraille à l'est, depuis la scierie de Kourou située au nord,.

### Hydrographie
Le crique Papinabo prend sa source au nord de la montagne alors que le crique Cariacou s'écoule à l'ouest. Ce sont deux affluents directs en rive gauche du fleuve Kourou.

### Faune et flore
La montagne abrite des araignées, des scorpions, des chenilles, des papillons ou encore des serpents.

## Histoire
Le premier tronçon du sentier de randonnée qui parcourt la montagne a été tracé en 1985 sous l'égide d'une association locale.

## Activités

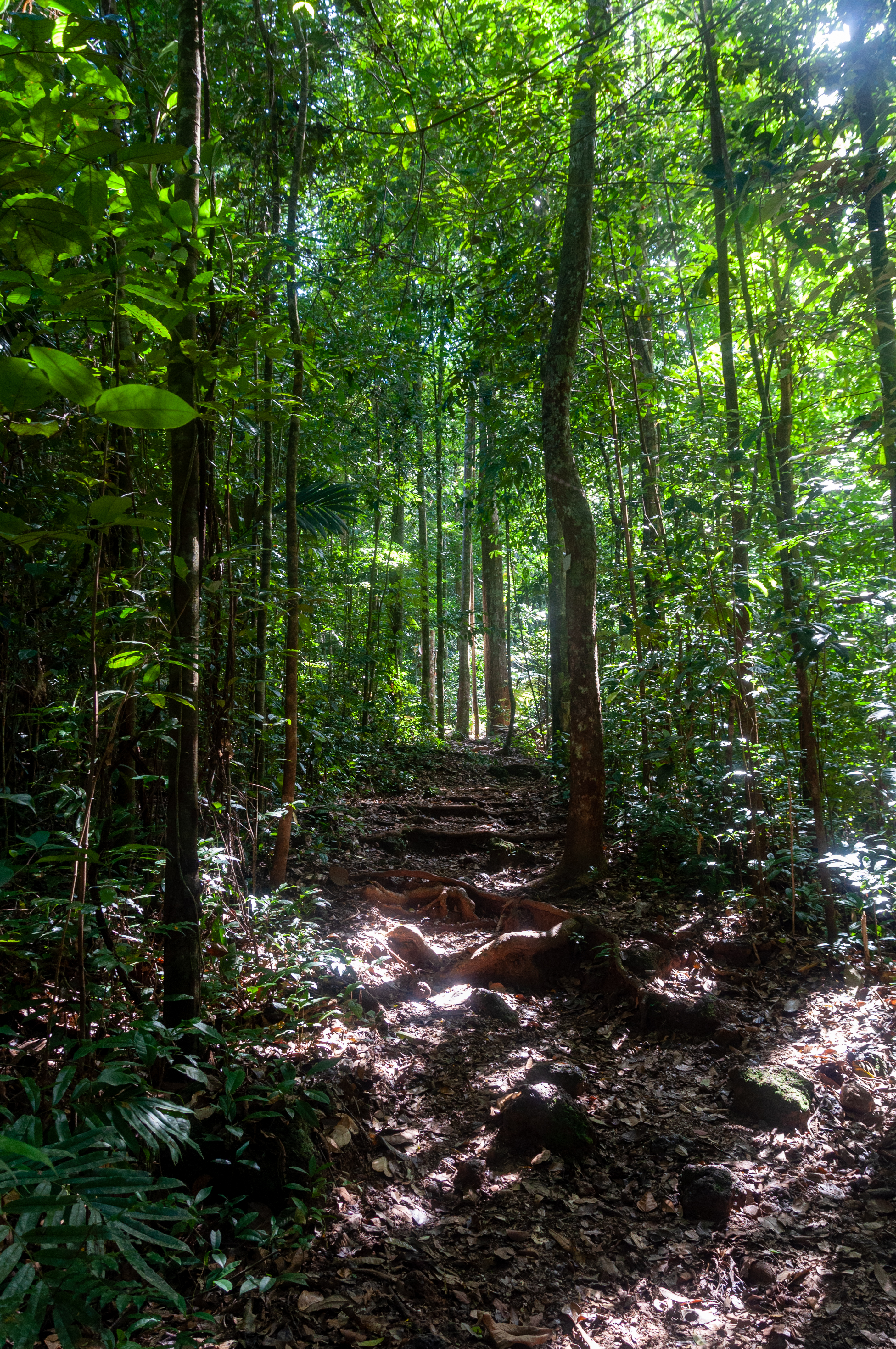
Sentier de la montagne des Singes.

Elle offre deux sentiers de randonnée touristiques, un sentier court d'environ 650 mètres de longueur et un sentier long de 3 200 mètres de longueur (plus de deux heures de marche) permettant l'observation de diverses espèces rares sur les plans faunistique et botanique,,. Ils traversent des parcelles appartenant au Centre national d'études spatiales.
La nuit, le sentier permet l'observation de diverses espèces animales. La dangerosité de celles-ci invite à n'emprunter ce sentier en nocturne qu'accompagné d'un guide spécialisé.

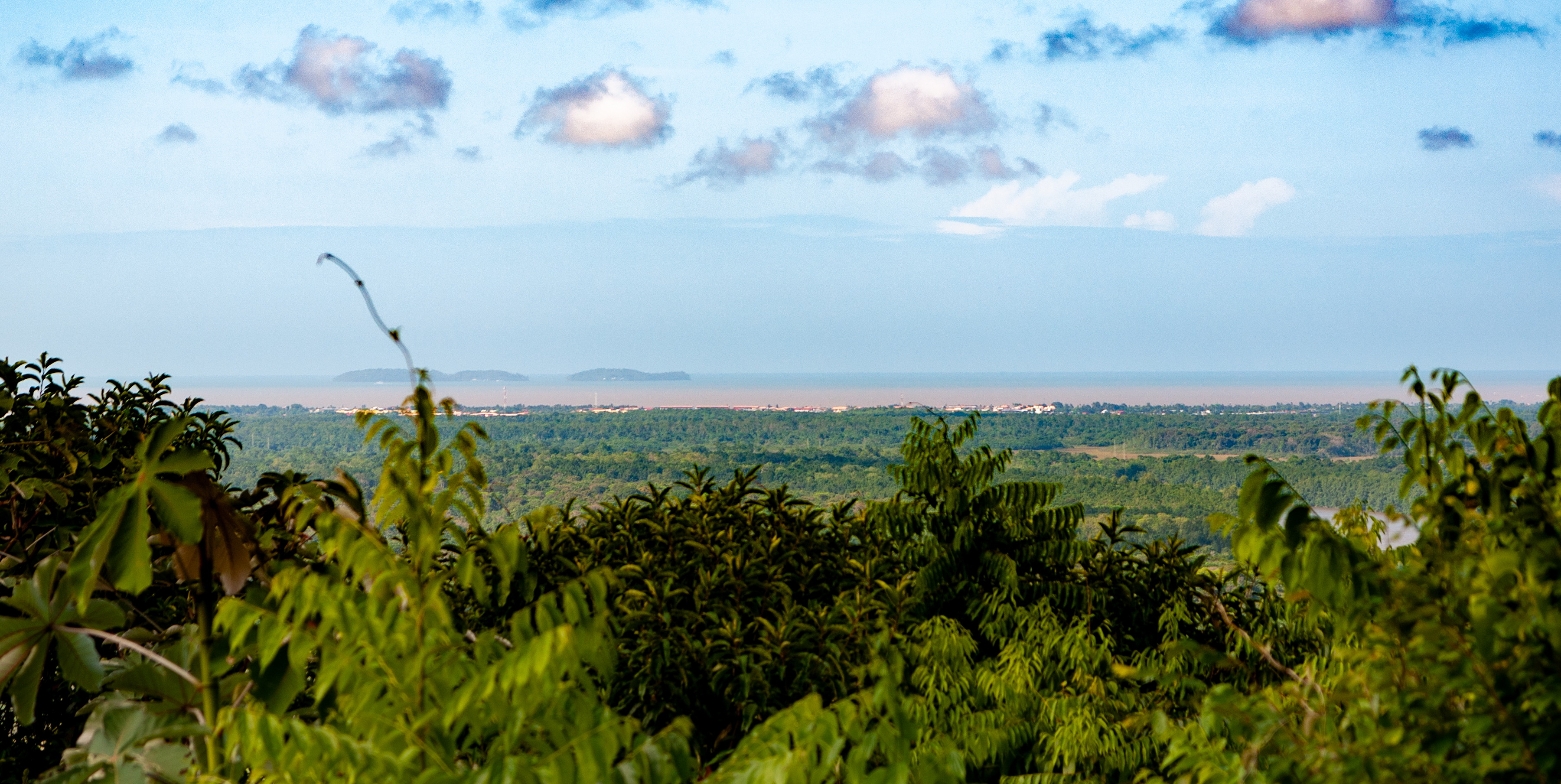
Vue des îles du Salut.
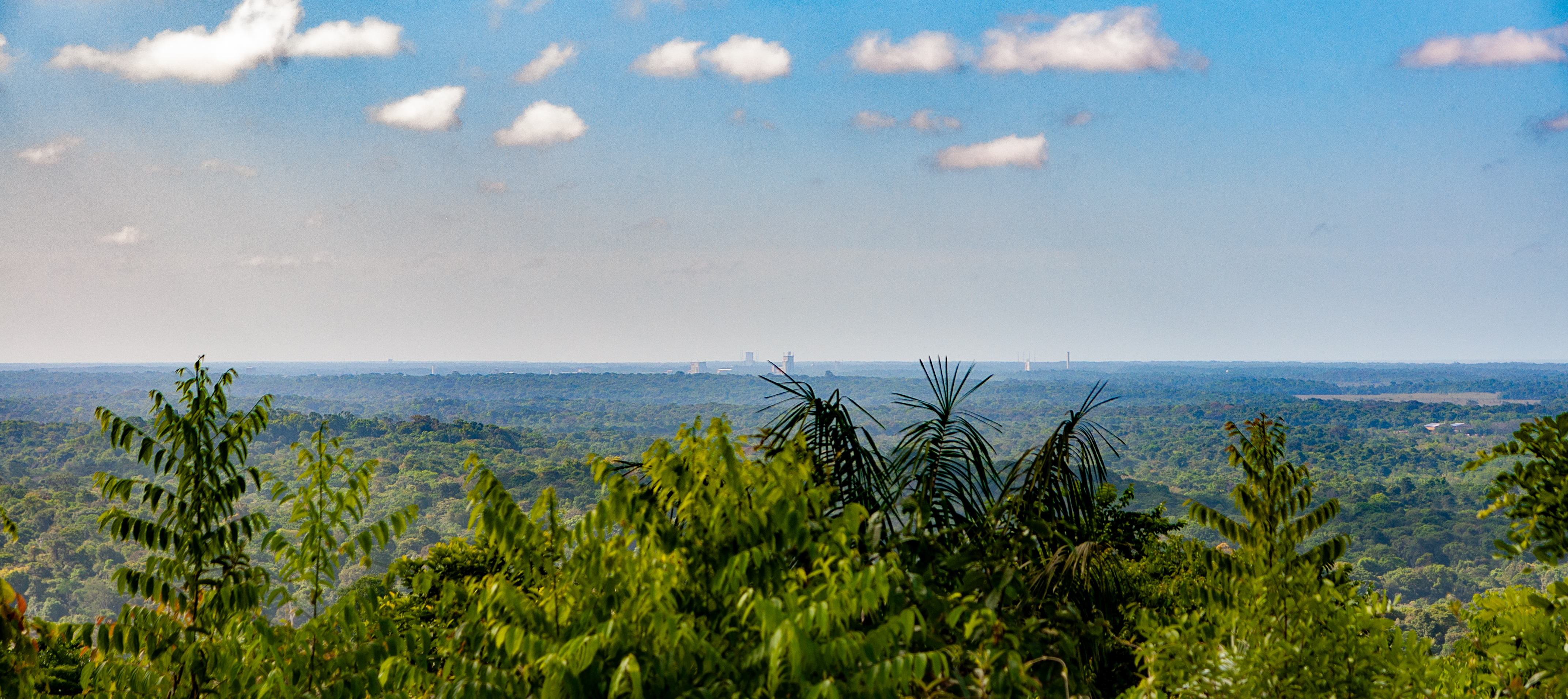
Vue du centre spatial guyanais.
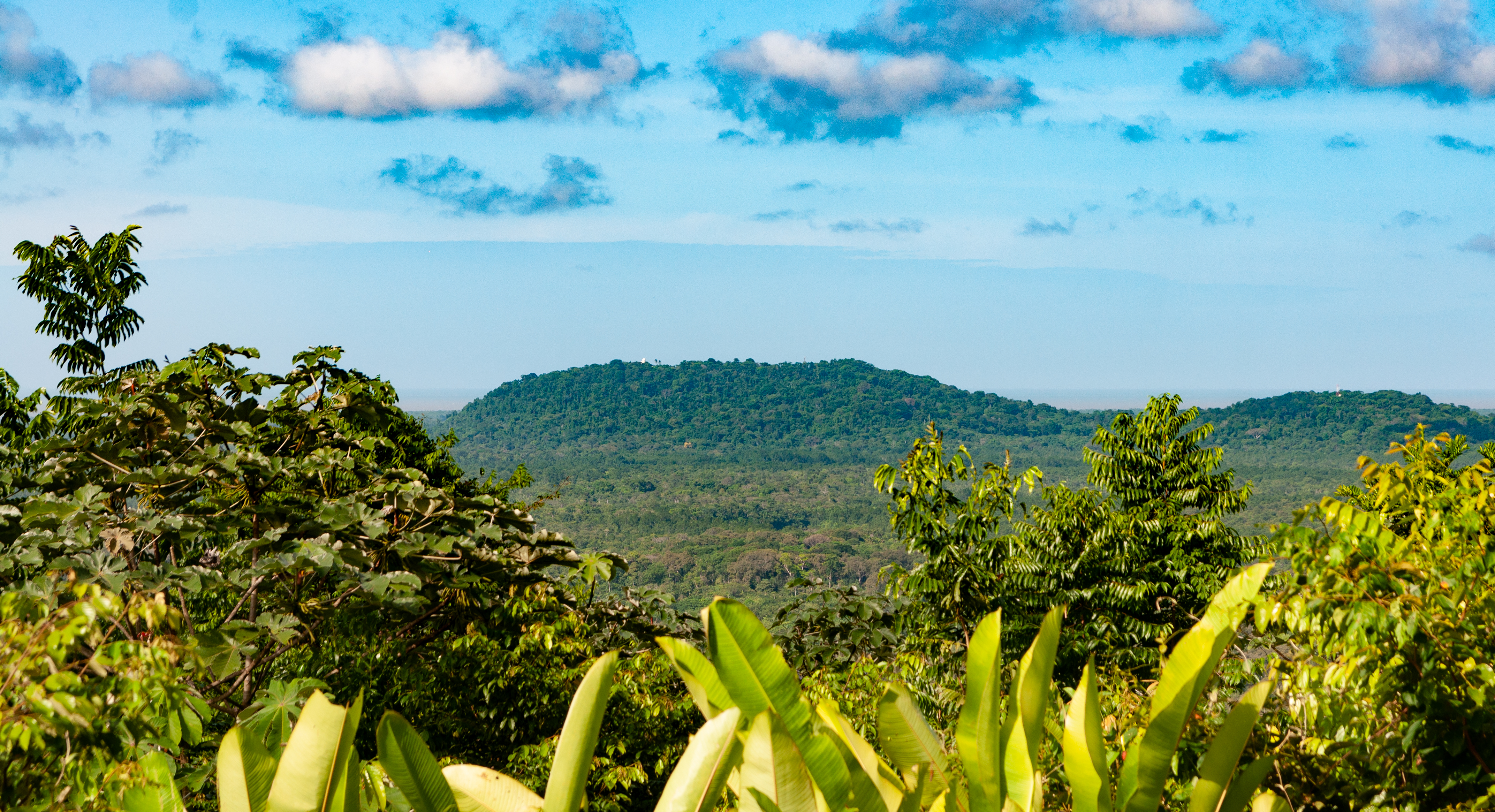
Vue de la montagne Galliot.